# Waffenring
Ein Waffenring ist eine Arbeitsgemeinschaft von schlagenden Studentenverbindungen an einem oder mehreren Hochschulorten, die dazu dient, gemeinsam Fragen hinsichtlich des Austragens von Mensuren zu klären, dem studentischen Fechten mit scharfen Waffen.

## Geschichte
Im 19. Jahrhundert gab es die Senioren-Convente der Corps und die Deputierten-Convente der Burschenschaften als örtliche Zusammenschlüsse schlagender Studentenverbindungen.
Nach jahrelangen Verhandlungen schlossen am 15. Juli 1914 der Kösener Senioren-Convents-Verband (KSCV), der Vertreter-Convent (VC), die Deutsche Landsmannschaft (DL) sowie die Deutsche Burschenschaft (DB) das Marburger Abkommen zum „Zwecke der Bekämpfung der Realinjurien und Behebung der Verrufe“. Diese Übereinkunft gilt als das erste verbandsübergreifende Abkommen dieser Art und bildete unter anderem die Grundlage für die ersten örtlichen verbandsübergreifenden Waffenringe.

## Erläuterung
Schlagende Verbindungen, besonders pflichtschlagende, sind darauf angewiesen, für ihre Mitglieder möglichst gleichwertige Gegner (Gegenpaukanten) zu finden, die nicht in der eigenen Verbindung und auch nicht in einer befreundeten Verbindung Mitglied sind. Das Suchen und Aushandeln der Paukanten für eine Mensur wird von den zuständigen Fecht-Chargierten bzw. Consenioren der betreffenden Verbindungen auf der regelmäßig stattfindenden Waffenring-Sitzung vorgenommen. Zum Vergleich der fechterischen Leistungsfähigkeit der Paukanten gibt es in vielen Waffenringen ein spezielles Bewertungssystem, mit dem die Leistungsfähigkeit (technische Fertigkeiten, physische Konstitution) dargestellt werden kann. So ist die Auswahl geeigneter Gegenpaukanten möglich.
Wenn genügend Mensuren verabredet sind, wird ein Pauktag in einem geeigneten Pauklokal angesetzt, wo diese Mensuren ausgefochten werden. In manchen bundesdeutschen sowie in allen österreichischen Hochschulstädten finden sogenannte Bestimmungsmensuren, also nach Abmachung, grundsätzlich einzeln, je nach Bedarf statt und sind nur unter Füchsen üblich. In diesen Waffenringen stellt die übliche Form der Mensur die persönliche Forderung dar.
Waffenring-Sitzungen und Pauktage werden vom Fecht-Chargierten der im Waffenring präsidierenden Verbindung organisiert und ausgerichtet. Das Präsidium in einem Waffenring wechselt reihum semesterweise, so dass jede Verbindung in gewissen Zeitabständen mit dem Vorsitz betraut ist.
Jeder Waffenring besitzt seinen eigenen Fecht-Comment. Das heißt, dass die Regularien an jedem Universitätsort, manchmal sogar in verschiedenen Waffenringen am selben Ort, sich teilweise beträchtlich unterscheiden – beispielsweise hinsichtlich der Art des Schlägers, der Zahl der Gänge pro Mensur, der Zahl der Hiebe pro Gang, der Regeln für den Anhieb und der entsprechenden Kommandos, der Anwendungsregeln für die Schutzwaffen etc. So kann das Fechten an einem anderen Studienort oder ein Studienortwechsel eine fechterische Umstellung erfordern.
Deckt eine Verbindung eine Partie in einem fremden Waffenring ab, so ist üblich, Waffenschutz bei einem Mitgliedsbund zu belegen, der die auswärtige Verbindung gegenüber dem Waffenring vertritt.
In vielen größeren Städten gibt es mehr als einen Waffenring. Das kann am mangelnden Vertrauen gegenüber Verbindungen einer anderen Verbindungsart oder eines anderen Dachverbands liegen. So ist es vielfach üblich, dass Corps lieber untereinander fechten und ihren eigenen Consenioren-Convent gründen, wenn es an dem betreffenden Ort genügend Corps gibt. Das ist zum Beispiel in Aachen, Hannover, Darmstadt, Stuttgart, München, Göttingen, Erlangen und Marburg der Fall.
Andererseits gibt es Waffenringe, deren Einzugsgebiet mehrere Städte umfasst. Das kann vorkommen, wenn an einem oder mehreren nahe beieinander liegenden Hochschulorten wenige Verbindungen ansässig sind, so dass nicht genug Gegenpaukanten zur Auswahl stehen. Das kommt zum Beispiel an Hochschulen vor, die in den 1970er Jahren neu gegründet sind, oder auch in den neuen Bundesländern.

## Waffenringe

### Deutschland
| Name                                                                       | Hochschulstädte                                      | Waffe  | Ausprägung | PP Comment inkludiert              | Land | Mitglieder (Dachverband)                 | Mitglieder (Verbindung) |  |
| -------------------------------------------------------------------------- | ---------------------------------------------------- | ------ | --- | ---------------------------------- | ---- | ---------------------------------------- | --- |  |
| Aachener Senioren-Convent (ASC)                                            | Aachen                                               | Korb   | Hoch, Auslage Verhängt-Verhängt, 40 Gänge à 5 Hiebe | nein                               | DE   | WSC                                      | Corps Marko-Guestphalia, Delta, Montania, Saxo-Montania zu Freiberg und Dresden, Palaeo-Teutonia, Saxonia-Berlin zu Aachen, Franconia Fribergensis |  |
| Waffenring Rheinischer Corporationen (WRC)                                 | Köln, Bonn, Aachen, Siegen                           | Korb   | |                                    | DE   | ADB, DS, verbandsfreie Vertreter         | |  |
| Örtlicher Coburger Convent Erlangen-Nürnberg (OCC)                         | Erlangen, Nürnberg, Bayreuth                         | Korb   | |                                    | DE   | CC                                       | Turnerschaft Alemanno-Palatia (Erlangen), Landsmannschaft Saxo-Suevia (Erlangen), Turnerschaft Munichia (Bayreuth), Landsmannschaft Hansea (Nürnberg) |  |
| Bayreuther-Korporations-Convent (BKC)                                      | Bayreuth                                             |        | |                                    | DE   | ?                                        | |  |
| Berliner Waffenring (BWR)                                                  | Berlin                                               | Glocke | Hoch, Auslage Verhängt-Verhängt, 30 Gänge à 5 Hiebe |                                    | DE   | CC, DB, WJSC, DS, WSC                    | BB! Germania, BB! Gothia, BB! der Märker, Corps Berlin, JC! Masovia, L! Brandenburg, L! Preußen, L! Spandovia, L! Thuringia, S! Borussia, T! Berlin, VBB! Thuringia |  |
| Bochumer Waffenring (BWR)                                                  | Bochum                                               |        | |                                    | DE   | ?                                        | |  |
| Bonner Consenioren-Convent (CSC)                                           | Bonn                                                 | Korb   | |                                    | DE   | KSCV                                     | Corps Borussia, Guestphalia, Hansea, Rhenania, Saxonia und Corps Marchia Brünn zu Trier. Siehe Kösener Senioren-Convent zu Bonn |  |
| Bonner Waffenring (BWR)                                                    | Bonn                                                 | Korb   | Hoch, Steil-Verhängt, 30 Gänge à 4 Hiebe | ja                                 | DE   | ?                                        | BB! Frankonia, B! der Norddeutschen und Niedersachsen, B! Germania, B! Marchia, L! Teutonia |  |
| Braunschweiger Fechtring (BrFr)                                            | Braunschweig                                         | Korb   | |                                    | DE   | ?                                        | |  |
| Braunschweiger Waffenring (BrWr)                                           | Braunschweig                                         | Korb   | |                                    | DE   | ?                                        | |  |
| Clausthaler Waffenring (CWR)                                               | Clausthal                                            | Korb   | Hoch, Auslage Verhängt-Verhängt, 40 Gänge à 4 Hiebe | nein                               | DE   | WSC, CC, ADB                             | Corps Borussia Clausthal, Corps Montania Clausthal, Corps Hercynia Clausthal, Freie Burschenschaft Schlägel und Eisen, Alte Freiberger Burschenschaft Glückauf zu Clausthal, Landsmannschaft Alemannia-Silesia, Turnerschaft Rheno-Germiania |  |
| Darmstädter Waffenring (DWR)                                               | Darmstadt                                            | Korb   | Hoch |                                    | DE   | CC                                       | Alte Darmstädter Burschenschaft Germania, Darmstädter Burschenschaft Frisia, Darmstädter Burschenschaft Rheno-Markomannia, Darmstädter Burschenschaft Rugia, Landsmannschaft Cheruskia, Landsmannschaft Hasso-Borussia, Landsmannschaft Normannia, Turnerschaft Merovingia, Burschenschaft Frankonia Heidelberg |  |
| Darmstädter Senioren-Convent (DSC)                                         | Darmstadt, Mannheim                                  | Korb   | Hoch |                                    | DE   | WSC                                      | Corps Hassia, Rhenania, Franconia, Obotritia, Chattia, Hermunduria Leipzig zu Mannheim-Heidelberg, Rheno-Nicaria zu Mannheim und Heidelberg, Franconia Berlin zu Kaiserslautern und Thuringia Heidelberg |  |
| Mitteldeutscher Consenioren-Convent (CSC)                                  | Dresden, Freiberg, Halle an der Saale, Leipzig, Jena | Glocke | Auslage frei und steil Hoch 30 × 4 Kulanz 30 × 5 Tief 30 × 6 | 40x8                               | DE   | KSCV, WSC                                | Sächsischer SC (WSC), Senioren-Convent zu Leipzig, SC zu Dresden, Hallenser Senioren-Convent, Corps Thuringia Jena |  |
| Erlanger Consenioren-Convent (Erlanger CSC)                                | Erlangen                                             | Korb   | |                                    | DE   | KSCV                                     | Corps Onoldia, Baruthia, Bavaria, Rhenania-Brunsviga, Guestphalia Erlangen, Pomerania-Silesia Bayreuth. Siehe Erlanger Senioren-Convent |  |
| Frankfurter Waffenring (FWR)                                               | Frankfurt am Main                                    |        | |                                    | DE   | ?                                        | |  |
| Freiburger Waffenring (FWR)                                                | Freiburg im Breisgau                                 |        | |                                    | DE   | ?                                        | |  |
| Freiburger Consenioren-Convent (CSC)                                       | Freiburg im Breisgau                                 | Korb   | |                                    | DE   | KSCV                                     | Corps Hasso-Borussia, Hubertia, Palatia-Guestphalia, Rhenania, Suevia. Siehe Freiburger Senioren-Convent |  |
| Friedberger Waffenring (FWR)                                               | Friedberg (Hessen)                                   |        | |                                    | DE   | ?                                        | Waffenring aller örtlichen (fakultativ) schlagenden Corporationen |  |
| Gießener Consenioren-Convent (Gießener CSC)                                | Gießen                                               | Korb   | |                                    | DE   | KSCV                                     | Corps Teutonia, Starkenburgia und Normannia-Halle, sowie die Corps Austria Frankfurt und Saxonia Jena. Siehe Gießener Senioren-Convent |  |
| Gießener Waffenring (GWR)                                                  | Gießen                                               | Korb   | Tief, Auslage Steil-Verhängt, 30 Gänge à 4 Hiebe | nein                               | DE   | CC, ADB                                  | Burschenschaften Alemannia (verbandsfrei), Frankonia (verbandsfrei), Germania (ADB), Landsmannschaften Chattia, Darmstadtia |  |
| Göttinger Consenioren-Convent (Göttinger CSC)                              | Göttingen                                            | Korb   | |                                    | DE   | KSCV                                     | Corps Brunsviga, Curonia Goettingensis, Hannovera, Hildeso-Guestphalia, Saxonia |  |
| Göttinger Waffenring (GWR)                                                 | Göttingen                                            | Korb   | |                                    | DE   | –                                        | Sängerschaft Arion-Altpreußen, Burschenschaft Brunsviga, Turnerschaft Cheruscia, Turnerschaft Ghibellinia, Sängerschaft Gotia et Baltia Kiel zu Göttingen, Königsberger Burschenschaft Gothia zu Göttingen, Burschenschaft Holzminda, Landsmannschaft Verdensia |  |
| Göttinger Fechtgemeinschaft (GFG)                                          | Göttingen                                            | Korb   | |                                    | DE   | WSC,                                     | Agronomia Gottingensis, Corps Agronomia Hallensis, Corps Frisia, Landsmannschaft Gottinga, |  |
| Allgemeiner Greifswalder Waffenring (AGWR)                                 | Greifswald                                           | Glocke | |                                    | DE   | KSCV, WSC, CC, DB                        | |  |
| Greifswalder Consenioren-Convent (CSC)                                     | Greifswald                                           | Glocke | |                                    | DE   | KSCV                                     | Corps Borussia, Guestfalia, Pomerania |  |
| Hamburger Waffenring (HWR)                                                 | Hamburg                                              | Korb   | hohe und tiefe Hiebe, Steilauslage mit gekreuzten Klingen, Abstand: Klingenlänge und zwei Korblängen von Brustbein zu Brustbein | Ja                                 | DE   | WSC, CC                                  | Corps Irminsul Hamburg, Burschenschaft Germania Königsberg, Landsmannschaft Hammonia-Marko Natangia, Landsmannschaft Mecklenburgia-Rostock zu Hamburg, Alte Turnerschaft Slesvigia-Niedersachsen |  |
| Norddeutscher Waffenring (NDWR)                                            | Hamburg, Kiel, Rostock                               | Korb   | Tief-Comment, Auslage ist die negativ gebundene Quartauslage, die Mensur ist eine Klingen- und zwei Korblängen von Schulter zu Schulter. 30 (Bestimmpartie), bzw. 45 (verschärfte Partie) Gänge zu 4 (Fuchsenpartie), 5 (Tiefpartie) oder 6 (verschärfte Partie) Hieben. | Ja                                 | DE   | KSCV, WSC                                | Corps Concordia Rigensis, Albertina, Rhenania Hamburg, Holsatia, Saxonia Kiel, Palaiomarchia-Masovia, Alemannia Kiel, Vandalia Rostock, Visigothia |  |
| Hannoveraner Consenioren-Convent (Hannoveraner CSC)                        | Hannover                                             | Korb   | Hoch (40 Gänge à 4 Hiebe) |                                    | DE   | WSC                                      | Corps Saxonia, Slesvico-Holsatia, Hannovera, Hannoverania, Normannia, Irminsul, Rhenania Hamburg, Alemannia-Thuringia zu Magdeburg, Agronomia Hallensis zu Göttingen, Alemannia Kiel, Baltica-Borussia Danzig zu Bielefeld und Frisia Göttingen |  |
| Niederdeutscher Waffenring (NWR)                                           | Hannover                                             | Korb   | |                                    | DE   |                                          | |  |
| Heidelberger Interessengemeinschaft pflichtschlagender Korporationen (HIG) | Heidelberg, Mannheim                                 | Korb   | Tief (30 Gänge a 5 Hiebe) |                                    | DE   | CC, DB, SK, WSC                          | Landsmannschaften Zaringia, Afrania und Teutonia; Turnerschaften Ghibellinia, Rhenopalatia und Fridericiana Leipzig zu Mannheim; Corps Thuringia und Rheno-Nicaria zu Mannheim und Heidelberg; Burschenschaft Allemannia, Burschenschaft Normannia und Burschenschaft Hansea Mannheim |  |
| Heidelberger SC                                                            | Heidelberg                                           | Korb   | Hoch |                                    | DE   | KSCV                                     | Corps Saxo-Borussia, Suevia, Rhenania. Siehe Heidelberger Senioren-Convent |  |
| Fränkischer Waffenring (FWR)                                               | Ilmenau, Triesdorf, Bayreuth, Regensburg, Passau     | Korb   | Hoch, Auslage steil-verhängt, Fuxenpartie 25 Gänge à 4 Hiebe |                                    | DE   | DS, ADB, verbandsfreie Vertreter         | B! Vandalia Ilmenau, L! Frankonia Triesdorf, S! Franco-Palatia Bayreuth, ABB! Suevia zu Regensburg |  |
| Jenenser Waffenring (JWR)                                                  | Jena                                                 | Korb   | Tief |                                    | DE   | ADB, KSCV, CC                            | Corps Thuringia Jena, Landsmannschaft Rhenania Jena, Burschenschaften Germania, Arminia und Teutonia Jena |  |
| Karlsruher Fechtring (KFR)                                                 | Karlsruhe                                            | Korb   | |                                    | DE   | ?                                        | Landsmannschaft Cimbria-Fidelitas, Suevia, Rhenania, Turnerschaft Gotia-Zaringia und Burschenschaft Tuiskonia, Teutonia, Arminia |  |
| Karlsruher Senioren Convent (KSC)                                          | Karlsruhe                                            | Korb   | Hoch |                                    | DE   | WSC                                      | Corps Franconia, Saxonia, Alemannia, Friso-Cheruskia |  |
| Kieler Waffenring (KWR)                                                    | Kiel, Hamburg                                        | Korb   | Tief |                                    | DE   | ADB, CC, DB, Süddeutsches Kartell        | Burschenschaft der Krusenrotter (ADB), Alte Königsberger Burschenschaft Alemannia in Kiel (DB), Burschenschaft Teutonia zu Kiel (SK), Burschenschaft Cremonia (verbandsfrei), Landsmannschaft Troglodytia zu Kiel (CC), Landsmannschaft Slesvico-Holsatia v. m. Cheruskia zu Kiel (CC), Landsmannschaft Hammonia-Marko Natangia (CC) |  |
| Kölner Mensuren-Senioren-Convent (MSC)                                     | Köln                                                 |        | |                                    | DE   | WSC, KSCV                                | Corps Hansea (KSCV), Borussia Breslau (KSCV, Aachen), Lusatia Breslau (KSCV, susp.), Marcomannia Breslau (KSCV, susp.), Silingia Breslau (WSC), Franco-Guestphalia (WSC). Siehe Kösener Senioren-Convent zu Köln und des WSC |  |
| Rheinischer Waffenring zu Köln (RWK)                                       | Köln                                                 | Korb   | Auslage R-R/L-L: Steil-Steil R-L: Verhängt-Steil Hoch (40 x 5) Tief (40 x 5)/ | Ja                                 | DE   | WSC, CC                                  | Landsmannschaft Ubia Brunsviga Palaeomarchia Bochum, Landsmannschaft Salia Bonn, Landsmannschaft Macaria Köln, Turnerschaft Merovingia-Zittavia Köln, Corps Silingia Breslau Köln, Corps Franco-Guestphalia Köln |  |
| Waffenring Halle-Leipzig                                                   | Halle an der Saale, Leipzig, Dresden                 | Glocke | |                                    | DE   | DB                                       | Halle-Leobener Burschenschaft Germania, Leipziger Burschenschaft Germania, Burschenschaft Normannia zu Leipzig, Dresdner Burschenschaft Salamandria, Burschenschaft Arminia zu Leipzig, Burschenschaft Normannia Jena |  |
| Mainzer Waffenring (MWR)                                                   | Mainz                                                |        | |                                    | DE   | ?                                        | |  |
| Marburger Waffenring (MWR)                                                 | Marburg                                              | Korb   | Hoch (30 Gänge à 4 bis 6 Hiebe) |                                    | DE   | CC, DB, NeueDB                           | Landsmannschaft Chattia, Landsmannschaft Hasso-Borussia, Landsmannschaft Hasso-Guestfalia, Landsmannschaft Nibelungia, Turnerschaft Schaumburgia, Turnerschaft Philippina-Saxonia (verbandsfrei), Burschenschaft Alemannia (verbandsfrei), Burschenschaft Arminia (NeueDB), Burschenschaft Germania (DB), Burschenschaft Normannia-Leipzig (DB), Burschenschaft Rheinfranken (DB), Burschenschaft Teutonia-Germania (verbandsfrei)                                          |  |
| Marburger Consenioren-Convent (Marburger CSC)                              | Marburg                                              |        | |                                    | DE   | KSCV                                     | Corps Guestphalia et Suevoborussia, Hasso-Nassovia, Suevia-Straßburg, Teutonia |  |
| Örtlicher Paukverband des OCC München-Freising (OCCM-F)                    | München, Freising                                    | Korb   | Auslage Verhängt-Verhängt Hoch: 20 × 5 Tief: 30 × 5 | nein                               | DE   | CC                                       | Landsmannschaft Bavaria zu Weihenstephan, Turnerschaft Cheruscia Straßburg, Landsmannschaft Egerländer Landtag et Oppavia (vertagt), Turnerschaft Ghibellinia, Landsmannschaft Hansea auf dem Wels, Landsmannschaft Teutonia München |  |
| Waffenring des Münchner Senioren-Conventes (MSC)                           | München, Freising                                    | Korb   | Steiler Anhieb mit Klingenbindung. Abstand von Schlüsselbein zu Schlüsselbein eine Sekundnatenspeerlänge. 30 Gänge zu je 5 Hieben, tiefe Hiebe erlaubt. | Ja, mindestens 40 Gänge a 6 Hiebe. | DE   | WSC, KSCV                                | Corps Suevia (KSCV), Palatia (KSCV), Bavaria (KSCV), Isaria (KSCV), Franconia (KSCV), Hubertia (KSCV), Arminia (KSCV), Hercynia (KSCV, in Arminia aufgegangen.), Makaria (KSCV), Cisaria (WSC), Rheno-Palatia (KSCV), Vitruvia (WSC), Germania (WSC), Transrhenania (KSCV), Normannia-Vandalia (WSC), Suevo-Guestphalia (WSC), Saxo-Thuringia (WSC), Alemannia (WSC), Donaria (verbandsfrei, Freising). Siehe Münchner Senioren-Convent                                     |  |
| Waffenring der Münchner Burschenschaften                                   | München, Augsburg, Deggendorf                        | Korb   | Freie Auslage Hoch: 30 × 3 Tief: 30 × 5 | Ja, mind. 30 × 5                   | DE   | DB, ADB, verbandsfreie Vertreter         | Burschenschaft Alemannia (DB), Burschenschaft Arminia-Rhenania (ADB), Burschenschaft Cimbria (DB), Burschenschaft Danubia (DB), Burschenschaft Franco-Bavaria (verbandsfrei), Burschenschaft Markomannia Wien zu Deggendorf (DB), Burschenschaft Rheno-Palatia Augsburg (verbandsfrei), Burschenschaft Stauffia (DB), Burschenschaft Sudetia (ADB) |  |
| Münsteraner Waffenring (MWR)                                               | Münster                                              | Korb   | Hoch (30 Gänge à 4 Hiebe) | min. 40 Gänge à 6 Hiebe            | DE   | KSCV, WSC, CC, DB, DS                    | Burschenschaft Arkadia-Mittweida zu Osnabrück (DB), Burschenschaft Franconia (DB), Burschenschaft der Pflüger Halle zu Münster (verbandsfrei), Corps Baltica-Borussia Danzig zu Bielefeld (WSC), Corps Neoborussia Berlin zu Bochum (KSCV), Corps Rheno-Guestphalia (KSCV), Landsmannschaft Marchia Berlin zu Osnabrück (CC), Landsmannschaft Rhenania (CC), Landsmannschaft Sorabia-Westfalen (CC), Sängerschaft Paulus-Burgundia (DS), Turnerschaft Hansea Bielefeld (CC) |  |
| Rostocker Waffenring (RWR)                                                 | Rostock                                              | Korb   | Tiefcomment | 45 Gänge à 6 Hiebe                 | DE   | CC, DB                                   | Akademische Landsmannschaft Baltia Rostock, Burschenschaft Redaria-Allemannia Rostock, Burschenschaft Obotritia Rostock |  |
| Saarbrücker Waffenring (SWR)                                               | Saarbrücken                                          | Korb   | Hochcomment (Fuchsenpartie und erste Burschenpartie), Tiefcomment (ab der 2. Burschenpartie), 30 Gänge à 4 Bestimmung, steiler Anhieb Klingenbindung. | Ja. 40 Gänge à 6                   | DE   | CC, ADB, KSCV                            | Cimbria Königsberg i. CC zu Saarbrücken, Hallenser Turnerschaft Hasso-Saxonia i. CC zu Kaiserslautern, Saarbrücker Burschenschaft Germania (ADB), Burschenschaft Ghibellinia zu Prag in Saarbrücken (verbandsfrei), Corps Frankonia Prag zu Saarbrücken (KSCV) |  |
| Stuttgarter Consenioren-Convent (Stuttgarter SC)                           | Stuttgart                                            | Korb   | Hochcomment, 40 Gänge a 5 Hiebe |                                    | DE   | WSC                                      | Corps Teutonia, Rhenania, Stauffia, Bavaria und Germania Hohenheim |  |
| Stuttgarter Waffenring (SWR)                                               | Stuttgart                                            |        | |                                    | DE   | CC, ADB                                  | Burschenschaften, Landsmannschaften, Turnerschaften |  |
| Tübinger Waffenring (TWR)                                                  | Tübingen                                             | Korb   | |                                    | DE   | CC, SC                                   | |  |
| Würzburger Waffenring (WWR)                                                | Würzburg                                             | Korb   | Hochcomment erste Partie, Tiefcomment ab der 2. Partie, 30 Gänge à 4 Hiebe | PC-/PP-Comment: 45 Gänge à 4 Hiebe | DE   | KSCV, CC, verbandsfreie Burschenschaften | Corps Franconia, Moenania, Bavaria, Nassovia, Rhenania und Makaria-Guestphalia; Burschenschaften Adelphia, Arminia und Germania; Landsmannschaften Alemannia Makaria und Teutonia; Turnerschaft Asciburgia aus Würzburg, zudem die Landsmannschaft Franco-Borussia aus Coburg als Beisitzer. |  |
| Waffenring Norddeutscher Burschenschaften                                  | Norddeutschland                                      | Korb   | |                                    | DE   | DB                                       | Hamburger Burschenschaft Germania, Burschenschaft Redaria-Allemannia Rostock (verbandsfrei), Burschenschaft Arkadia-Mittweida Osnabrück, Hannoversche Burschenschaft Ghibellinia-Leipzig, Braunschweiger Burschenschaft Thuringia, Burschenschaft Normannia-Nibelungen Bielefeld |  |

### Österreich
| Name                                                 | Hochschulstädte | Waffe | Ausprägung | PP Comment inkludiert | Land | Mitglieder (Dachverband) | Mitglieder (Verbindung)                                            |
| ---------------------------------------------------- | --------------- | ----- | ---------- | --------------------- | ---- | ------------------------ | ------------------------------------------------------------------ |
| Wiener Delegierten-Convent                           | Wien            |       |            |                       | AT   | DB                       |                                                                    |
| Wiener Senioren-Convent (SC)                         | Wien            |       |            |                       | AT   | KSCV                     |                                                                    |
| Salzburger Senioren-Convent (SC)                     | Salzburg        |       |            |                       | AT   | KSCV                     |                                                                    |
| Steirischer Senioren-Convent (SC)                    | Leoben          |       |            |                       | AT   | KSCV                     |                                                                    |
| Innsbrucker Waffenring                               | Innsbruck       |       |            |                       | AT   | KSCV                     |                                                                    |
| ARGE der Grazer Akademischen Burschenschaften        | Graz            |       |            |                       | AT   | ?                        |                                                                    |
| Grazer SC                                            | Graz            |       |            |                       | AT   | KSCV, CC                 | Corps Joannea, Vandalia und Teutonia; Akad. Landsmannschaft Viruna |
| Wiener Landesdelegiertenconvent (Wiener LDC, pennal) | Wien            |       |            |                       | AT   | ?                        |                                                                    |

### Schweiz
| Name                       | Hochschulstädte | Waffe | Ausprägung | PP Comment inkludiert        | Land | Mitglieder (Dachverband) | Mitglieder (Verbindung) |
| -------------------------- | --------------- | ----- | --- | ---------------------------- | ---- | --- | --- |
| Schweizerischer Waffenring | Gesamte Schweiz | Korb  | Hochcomment erste Partie, Tiefcomment ab der 2. Partie, 30 Gänge à 4 Hiebe, Steilauslage mit pos. Klingenbindung, ohne Nasenblech | Ja, PC/PP 50 Gänge à 4 Hiebe | CH   | Der Schweizerische Waffenring umfasst alle plficht-mensurschlagenden Verbindungen in der Schweiz unabhängig vom Universitätsort ist jedoch kein eigener Dachverband. | Akademische Turnerschaft Alemannia Basel, Akademische Verbindung «Die Falkenburger» St. Gallen, Schweizerische Studentenverbindung Helvetia Basel, Schweizerische Studentenverbindung Helvetia Bern, Schweizerische Studentenverbindung Helvetia Zürich, Studentenverbindung Neuzofingia Zürich (susp.), Akademische Turnerschaft Rhenania Bern, Studentische Vereinigung «Die Rodensteiner» Freiburg i. Ue., Fechtclub der Zürcher Singstudenten, Studentenverbindung Teutonia Zürich (susp.), Akademische Turnerschaft Utonia Zürich. |